# Rimma Ivanova
Rimma Mijáilovna Ivanova (en ruso: Римма Михайловна Иванова; 27 de junio de 1894-22 de septiembre de 1915) fue una enfermera rusa durante la Primera Guerra Mundial. Fue la única mujer en el Imperio ruso galardonada con la Orden militar de San Jorge de 4a clase.

## Biografía
Rimma Ivanova nació en 1894 en Stávropol. Trabajó como profesora en la aldea de Petrovskoye (ahora ciudad de Svetlograd). Después del inicio de la Primera Guerra Mundial, ingresó a los cursos de enfermería en Stavropol. En enero de 1915 se ofreció como enfermera en el ejército ruso. Se le concedió la Cruz de San Jorge de 4a clase y dos Medallas de San Jorge por el rescate de los soldados heridos del campo de batalla.

## Muerte
El 22 de septiembre de 1915, Rimma Ivanova ayudó a los soldados heridos durante la batalla cerca del pueblo de Mokraya Dubrova (ahora en el distrito de Pinsk, región de Brest, Bielorrusia). Cuando ambos oficiales de la compañía murieron en la batalla, ella levantó a la compañía en un ataque y se precipitó hacia las trincheras enemigas. La posición fue tomada, pero la propia Ivanova resultó gravemente herida y murió. 
Por decreto de Nicolás II de Rusia, como excepción, Rimma Ivanova recibió póstumamente una Orden de oficial de San Jorge de cuarta clase. 
Fue enterrada en Stavropol cerca de la Iglesia de San Andrés el 24 de septiembre de 1915.

## Memoriales y reconocimientos
La calle de Stavropol lleva el nombre de Rimma Ivanova. Se erigieron monumentos a Rimma Ivanova en Stavropol y Mikhailovsk . 